# Als ze maar gelukkig zijn
Als ze maar gelukkig zijn is een serie korte documentaires van Bram van Splunteren over jongeren en hun ouders.

## Over
De centrale vraag in ‘Als ze maar gelukkig zijn’ is hoe jongeren omgaan met de soms hooggespannen verwachtingen van hun ouders en hoe de ouders reageren op de onverwachte keuzes van hun kinderen.

## Uitzendingen
Seizoen 1 (1998)
| Nr. | Titel     | Uitzenddatum    |
| --- | --------- | --------------- |
| 1   | Titia     | 4 januari 1998  |
| 2   | Annebregt | 11 januari 1998 |
| 3   | Nick      | 18 januari 1998 |
| 4   | Sven      | 25 januari 1998 |

Seizoen 2 (1998)
| Nr. | Titel          | Uitzenddatum      |
| --- | -------------- | ----------------- |
| 1   | Maria en Irene | 6 september 1998  |
| 2   | Peter          | 13 september 1998 |
| 3   | Igor           | 20 september 1998 |
| 4   | George         | 27 september 1998 |
| 5   | Marcella       | 4 oktober 1998    |
| 6   | Ingmar         | 11 oktober 1998   |